# Nyctimantis brunoi
Nyctimantis brunoi, volgarmente conosciuta come rana dalla testa a casco di Bruno, è una specie di rana appartenente alla famiglia delle Hylidae. Endemica del Brasile, il suo habitat naturale sono le foreste tropicali e subtropicali e le paludi e malgrado ciò, il suo habitat è fortemente messo in pericolo dall'attività umana. Il suo nome, brunoi, è stato dato in onore al Dr Bruno Lobo, professore e direttore del Museo Nazionale del Brasile dal 1915 al 1923.

## Descrizione
Questa specie può essere descritta come una rana relativamente grande: i maschi raggiungono una lunghezza tra i 4,9 e i 6,2 cm mentre le femmine possono raggiungere un massimo di 8,1 cm. La testa è larga e appiattita con un muso allungato mentre gli occhi sono posizionati verso la parte frontale della faccia. La testa della testa è fusa con il cranio e può formare delle strutture appuntite ed affilate. Le zampe posteriori sono lunghe ed assottigliate mentre le dita presentano dei dischi adesivi alle loro estremità. La superficie dorsale del corpo è di colore marrone pallido o grigio, con macchie scure irregolari.
Diversamente da altre rane che producono veleno direttamente dalla cute, questa specie produce tossine velenose dalle strutture spinose poste sulla loro testa, esattamente come succede nella Corythomantis greeningi. Il veleno della N.brunoi e stimato essere 25 volte più tossico della vipera ferro di lancia (Bothrops atrox), con un LD50 di 0,16mg/kg (I.P) e 1,6mg/KG (S.C).
Le femmine, durante la riproduzione, sono solute produrre uova trofiche non fecondate.

## Distribuzione e habitat
Questa specie è endemica delle coste del sud est del Brasile, trovandosi tra le città di Bahia e São Paulo, arrivando ad una altezza massima di 500 mentri.